# 24-es busz (Győr)
A győri 24-es jelzésű autóbusz a Marcalváros, Kovács Margit utca és az AUDI gyár, 5-ös porta megállóhelyek között közlekedik. A vonalat a Volánbusz üzemelteti.

## Közlekedése
Minden nap közlekedik, a műszakváltásokhoz igazítva.

## Útvonala
| AUDI gyár, 5-ös porta felé | Marcalváros, Kovács Margit utca felé |
| --- | --- |
| Marcalváros, Kovács Margit utca – Mécs László utca – Bakonyi út – Lajta út – Vasvári Pál utca – Ifjúság körút – Kodály Zoltán utca – Szigethy Attila út – Ipar utca – Puskás Tivadar utca – Kandó Kálmán utca – Reptéri út – Martin utca – Kardán utca – Audi Hungária út – Laktanya utca – Audi Hungária út – AUDI gyár, 5-ös porta | AUDI gyár, 5-ös porta – Audi Hungária út – Laktanya utca – Audi Hungária út – Kardán utca – Martin utca – Reptéri út – Kandó Kálmán utca – Puskás Tivadar utca – Ipar utca – Szigethy Attila út – Kodály Zoltán utca – Ifjúság körút – Vasvári Pál utca – Lajta út – Bakonyi út – Mécs László utca – Marcalváros, Kovács Margit utca |

## Megállóhelyei
| 24 (Marcalváros, Kovács Margit utca – AUDI gyár, 5-ös porta) | 24 (Marcalváros, Kovács Margit utca – AUDI gyár, 5-ös porta)       | 24 (Marcalváros, Kovács Margit utca – AUDI gyár, 5-ös porta) | 24 (Marcalváros, Kovács Margit utca – AUDI gyár, 5-ös porta) | 24 (Marcalváros, Kovács Margit utca – AUDI gyár, 5-ös porta) | 24 (Marcalváros, Kovács Margit utca – AUDI gyár, 5-ös porta)                 | 24 (Marcalváros, Kovács Margit utca – AUDI gyár, 5-ös porta) | 24 (Marcalváros, Kovács Margit utca – AUDI gyár, 5-ös porta) |
| Perc (↓)                                                     | Megállóhely                                                        | Perc (↑)                                                     | Perc (↑)                                                     | Perc (↑)                                                     | Átszállási kapcsolatok                                                       | Fontosabb létesítmények |                                                              |
| ------------------------------------------------------------ | ------------------------------------------------------------------ | ------------------------------------------------------------ | ------------------------------------------------------------ | ------------------------------------------------------------ | ---------------------------------------------------------------------------- | --- | ------------------------------------------------------------ |
| 0                                                            | Marcalváros, Kovács Margit utca végállomás                         | 35                                                           | 32                                                           | 43                                                           | 1, 1A, 11, 11Y, 14, 14B, 21, 21B, 22, 22A, 22B, 22Y, 23, 23A, 25, 26, 28, 42 | LIDL, TESCO, GYSZSZC Krúdy Gyula Gimnáziuma, Két Tanítási Nyelvű Középiskolája, Turisztikai és Vendéglátóipari Szakképző Iskolája, Arany János Általános Iskola                 |                                                              |
| 1                                                            | Bakonyi út, Gerence út (Korábban: Gerence út, PÁGISZ ÁMK)          | ∫                                                            | ∫                                                            | ∫                                                            | 11, 11Y, 14, 14B, 21, 21B, 22, 22A, 22B, 22Y, 23, 23A, 25, 26, 28, 42        | Győri Műszaki Szakképzési Centrum Pattantyús-Ábrahám Géza Ipari Szakgimnáziuma és Szakközépiskolája                                                                             |                                                              |
| ∫                                                            | Bakonyi út, marcalvárosi aluljáró (Korábban: Gerence út, aluljáró) | 34                                                           | 31                                                           | 42                                                           | 11, 11Y, 14, 14B, 21, 21B, 22, 22A, 22B, 22Y, 23, 23A, 25, 26, 28, 42        | |                                                              |
| 2                                                            | Lajta út, gyógyszertár                                             | 32                                                           | 30                                                           | 39                                                           | 11, 11Y, 14, 14B, 22, 22A, 22B, 22Y, 23, 23A, 25, 26, 28, 42                 | Dr. Kovács Pál Megyei Könyvtár Marcalvárosi Fiókkönyvtára, Mesevár Óvoda, Kovács Margit Óvoda, Idősek Otthona                                                                   |                                                              |
| 4                                                            | Lajta út, posta                                                    | 30                                                           | 29                                                           | 37                                                           | 11, 11Y, 14, 14B, 22, 22A, 22B, 22Y, 23, 23A, 25, 26, 28, 42                 | Benedek Elek Óvoda, Posta, Brunszvik Teréz Német Nemzetiségi Óvoda, Szent-Györgyi Albert Egészségügyi és Szociális Szakképző Iskola, Kovács Margit Általános Művelődési Központ |                                                              |
| 6                                                            | Vasvári Pál utca, kórház, főbejárat                                | 28                                                           | 27                                                           | 35                                                           | 6, 11, 11Y, 14, 14B, 23, 23A, 25, 26, 28, 32, 34, 36, 37                     | Petz Aladár Megyei Oktató Kórház, Győr Plaza, Nemzeti Adó- és Vámhivatal Nyugat-dunántúli Regionális Bűnügyi Igazgatósága                                                       |                                                              |
| ∫                                                            | Ifjúság körút, Kodály Zoltán utca                                  | 26                                                           | 26                                                           | 33                                                           | 7, 17, 17B, 19, 19A, 20, 23, 23A, 28, 41                                     | Adyvárosi tó |                                                              |
| 8                                                            | Kodály Zoltán utca, gyógyszertár                                   | 25                                                           | 25                                                           | 32                                                           | 7, 9, 9A, 17, 17B, 19, 19A, 20, 28, 41                                       | Fekete István Általános Iskola, Kassák Lajos úti Bölcsőde, Vuk Óvoda, Kuopio park                                                                                               |                                                              |
| 9                                                            | Kodály Zoltán utca, Földes Gábor utca                              | 24                                                           | 24                                                           | 31                                                           | 7, 9, 9A, 14, 14B, 17, 17B, 19, 19A, 20, 25, 28, 41                          | Szivárvány Óvoda, Posta, Kuopio park, Fekete István Általános Iskola, Móra Ferenc Általános és Középiskola                                                                      |                                                              |
| 11                                                           | Szigethy Attila út, Fehérvári út                                   | 23                                                           | 23                                                           | 30                                                           | 7, 9, 9A, 14, 14B, 15, 17, 17B, 19, 19A, 20, 20Y, 23, 23A, 25, 27, 28, 41    | Festékgyár, Adyvárosi sportcentrum, Barátság park |                                                              |
| 12                                                           | Ipar utca, ÉNYKK Zrt. (Korábban: Ipar utca, Volán-telep)           | 21                                                           | 21                                                           | 28                                                           | 14, 14B, 20, 20Y, 23, 23A, 41                                                | ÉNYKK Zrt. |                                                              |
| 14                                                           | Ipar utca, Puskás Tivadar utca (Korábban: Ipar utca, posta)        | 20                                                           | 20                                                           | 27                                                           | 14, 14B, 20, 20Y, 23, 41                                                     | |                                                              |
| 15                                                           | Puskás Tivadar utca, Ipar utca                                     | 19                                                           | 19                                                           | 26                                                           | 20, 20Y, 23                                                                  | |                                                              |
| 16                                                           | Puskás Tivadar utca, gázgyár                                       | 18                                                           | 18                                                           | 25                                                           | 20, 20Y, 23                                                                  | |                                                              |
| 18                                                           | ÁTI-raktár                                                         | 17                                                           | 17                                                           | 24                                                           | 12, 12A, 20, 20Y, 23, 30, 30A, 30B, 31, 31A                                  | |                                                              |
| 19                                                           | Reptéri út, Hűtőház utca                                           | 16                                                           | 16                                                           | 23                                                           | 12, 12A, 20, 20Y, 23, 30, 30A, 30B, 31, 31A                                  | Kenyérgyár |                                                              |
| 20                                                           | Oxigéngyári utca                                                   | 15                                                           | 15                                                           | 21                                                           | 12, 12A, 15, 15A, 20, 20Y, 30Y                                               | |                                                              |
| 22                                                           | AUDI gyár, 4-es porta                                              | 14                                                           | 14                                                           | 20                                                           | 12, 12A, 15, 15A, 20, 20Y, 30Y                                               | AUDI gyár |                                                              |
| 23                                                           | Rába gyár, személyporta                                            | 13                                                           | 13                                                           | 19                                                           | 12, 12A, 15, 15A, 20, 20Y, 30Y                                               | AUDI gyár, RÁBA gyár |                                                              |
| 24                                                           | Kardán utca, AUDI gyár, 3-as porta                                 | 12                                                           | 12                                                           | 18                                                           | 12, 12A, 15, 15A, 20, 20Y, 30Y                                               | AUDI gyár, RÁBA gyár |                                                              |
| 25                                                           | AUDI gyár, főbejárat                                               | 11                                                           | 11                                                           | 17                                                           | 12, 12A, 15, 15A, 20, 20Y, 30Y                                               | AUDI gyár |                                                              |
| 27                                                           | Íves utca                                                          | 10                                                           | 10                                                           | 16                                                           | 12, 12A, 20, 20Y, 30Y                                                        | |                                                              |
| 28                                                           | AUDI gyár, 10-es porta (Honvédség)                                 | 9                                                            | 9                                                            | 13                                                           | 12, 12A, 20, 20Y                                                             | AUDI gyár, Honvédség |                                                              |
| 29                                                           | AUDI gyár, 9-es porta                                              | 8                                                            | 8                                                            | 9                                                            | 12, 12A, 20, 20Y                                                             | AUDI gyár |                                                              |
| 30                                                           | AUDI gyár, 8-as porta                                              | 7                                                            | 7                                                            | 8                                                            | 12, 12A, 20, 20Y                                                             | AUDI gyár |                                                              |
| 33                                                           | AUDI gyár, 7-es porta                                              | 4                                                            | 4                                                            | 4                                                            | 12                                                                           | AUDI gyár |                                                              |
| 36                                                           | AUDI gyár, 6-os porta                                              | 1                                                            | 1                                                            | 1                                                            | 12                                                                           | AUDI gyár |                                                              |
| 37                                                           | AUDI gyár, 5-ös porta végállomás                                   | 0                                                            | 0                                                            | 0                                                            | 12, 15, 15A                                                                  | AUDI gyár |                                                              |

1. ↑  Csúcsidőszakon kívül a menetidő rövidebb. Egyes járatok kiemelt csúcsidei menetidővel közlekednek.